# Андрій Болконський
Андрій Миколайович Болконський (рос. Андре́й Николаевич Болко́нский) (1778 — осінь 1812)  — герой роману Льва Толстого «Війна і мир». Син князя Миколи Андрійовича Болконського.

## Життєпис
Зовнішність

| Князь Болконський був невисокий на зріст, дуже гарний молодий чоловік з певними та сухими рисами. Все в його фігурі, починаючи від втомленого, нудьгуючого погляду до тихого мірного кроку, являло різку протилежність з його маленькою, живою дружиною. Йому, мабуть, всі у вітальні не тільки були знайомі, але вже набридли так, що і дивитися на них і слухати їх йому було дуже нудно. З усіх же осіб, що йому докучали, особа його гарненької дружини, здавалося, більше всіх йому набридла. З гримасою, що псувала його гарне обличчя, він відвернувся від неї … |
Перший раз читач зустрічає цього героя в Петербурзі у вітальні Ганни Павлівни Шерер з вагітною дружиною Лізою. Після званого обіду він їде до батька в село. Залишає свою дружину там під опікою батька і молодшої сестри Марі. Відправляється на війну 1805 року з Наполеоном, як ад'ютант Михайла Кутузова. Бере участь в Аустерлицькій битві, в якій був важко поранений в голову. Після приїзду додому Андрій застає пологи своєї дружини Лізи.
Народивши сина Ніколеньку, Ліза помирає. Князь Андрій звинувачує себе в тому, що був холодний зі своєю дружиною і не приділяв їй належної уваги. Після тривалої депресії Болконський закохується в Наташу Ростову. Пропонує їй руку та серце, але відкладає за наполяганням батька їх одруження на рік і їде за кордон. Незадовго до повернення князь Андрій отримує від нареченої листа з відмовою. Причина відмови — роман Наташі з Анатолем Курагіним. Такий поворот подій стає важким ударом для Болконського. Він мріє викликати Курагина на дуель. Щоб заглушити біль від розчарування в його коханій жінці, князь Андрій повністю присвячує себе службі.
Бере участь у війні 1812 року проти Наполеона. Під час Бородінської битви отримує осколкове поранення в живіт. Серед інших тяжкопоранених, Болконський бачить й Анатоля, якому ампутують ногу… При переїзді смертельно поранений князь Андрій випадково зустрічає сім'ю Ростових, і ті беруть його під свою опіку. Наташа, не перестаючи звинувачувати себе в зраді нареченому, і усвідомлюючи, що все ще любить його, просить вибачення у Андрія. Незважаючи на тимчасове поліпшення, князь Андрій вмирає на руках Наташі і княжни Марії.